# Niophis neotropica
Niophis neotropica là một loài bọ cánh cứng trong họ Cerambycidae.